# Astragalus schimperi
Astragalus schimperi är en ärtväxtart som beskrevs av Pierre Edmond Boissier. Astragalus schimperi ingår i släktet vedlar, och familjen ärtväxter. Inga underarter finns listade i Catalogue of Life.